# Hamburg Lübecker Bahnhof
Hamburg Lübecker Bahnhof is een voormalig spoorwegstation in de Duitse plaats Hamburg. Het lag van 1864 tot 1906 (bouw van Hamburg Hauptbahnhof) aan de Spaldingstraße in St. Georg.
0,0: Lübeck Hbf ·
7,5: Reecke-Niendorf ·
15,8: Reinfeld (Holst) ·
23,9: Bad Oldesloe ·
30,0: Kupfermühle ·
35,4: Bargteheide ·
39,9: Ahrensburg-Gartenholz ·
42,4: Ahrensburg ·
51,0: Hamburg-Rahlstedt Bbf ·
51,7: Hamburg-Rahlstedt ·
54,4: Hamburg-Tonndorf ·
58,2: Hamburg-Wandsbek ·
59,7: Hamburg Hasselbrook ·
62,3: Hamburg Berliner Tor ·
Hamburg Lübecker Bf ·
63,9: Hamburg Hbf